# Кезинские каменоломни
Кезинские каменоломни — горные выработки известняка закрытого типа на Керченском полуострове, расположены на северо-западной оконечности Кезинского горного хребта  (северное крыло Кезинской синклинали), в верховьях ущелья Красная Поляна. Разрабатывались в начале XIX - первой половине XX века. Крупнейшая каменоломня Кезы-1 имеет длину 1025 м; кроме того, известны две небольшие выработки Кезы-2, Кезы-3 .
Название получили по имени исчезнувшей деревни Кезы (позднее Красная Поляна)  известной с 1842 года.
По Статистическому справочнику Таврической губернии. Ч.II-я. Статистический очерк, выпуск пятый Феодосийский уезд, 1915 год, в деревне Кезы Сарайминской волости Феодосийского уезда числилось 24 двора с русским населением в количестве 144 человека только «посторонних» жителей (вероятней всего шахтёров каменоломен).
В каменоломнях сохранились граффити шахтёров разных периодов и граффити времён Второй мировой войны, когда тут находились солдаты Крымского фронта. В катакомбах проживает колония летучих мышей. 

В настоящее время в связи с разрушением породы и большим числом обвалов посещение каменоломен неподготовленными экскурсантами представляет опасность.

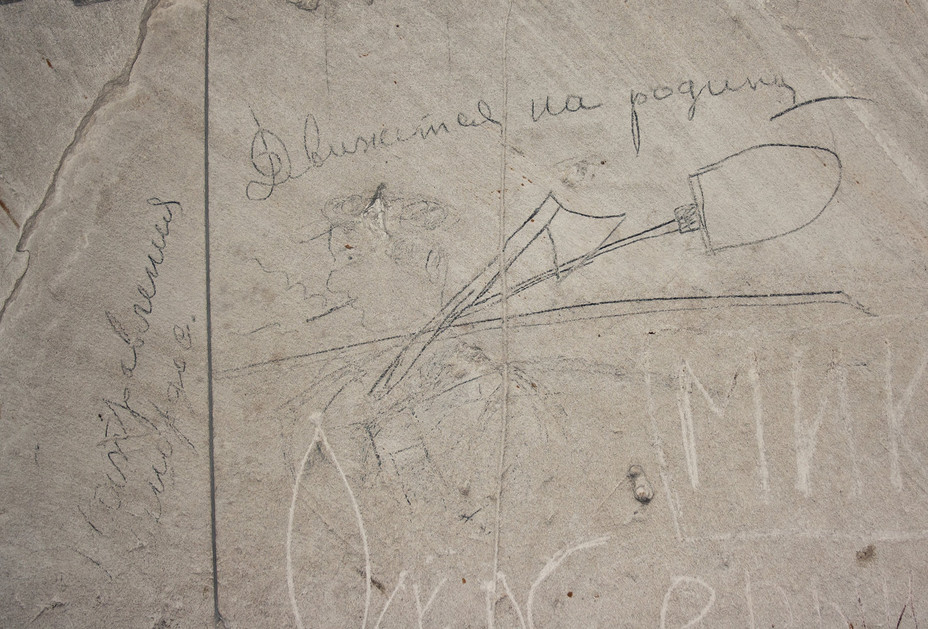
Шахтёрские граффити
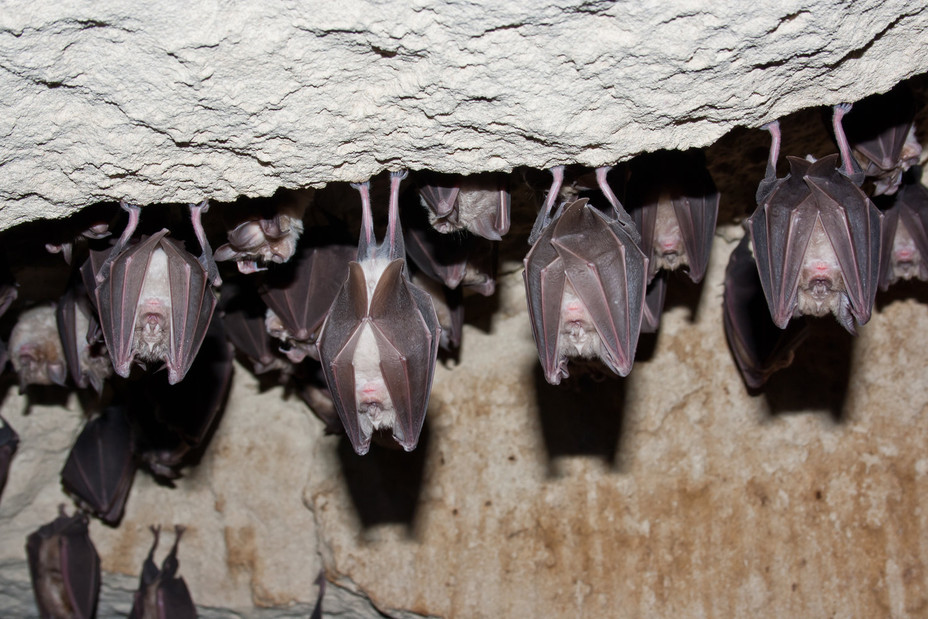
Колония летучих мышей